# 在室
在室東亞傳統指女子已訂婚而未嫁，或已嫁而被休回娘家，後來泛指女子未婚。宋代之後對女性貞操的要求加強，反對女性婚前性行為和改嫁，於是「在室」一詞也隱喻著處女的意思。

《儀禮·喪服》：「女子子在室為父。布總、箭笄、髽，衰三年。」 鄭玄 注：「言在室者，謂已許嫁。」
《唐故贈絳州刺史馬府君行狀》唐 韓愈：「女子二人在室，雖皆幼，侍疾居喪如成人。」
《大學衍義補·慎刑憲·謹詳讞之議》明 丘濬 ：「婦人從夫者也。在室之女當從父母，已醮之婦則當從夫家。」